# Resinomycena
Resinomycena là một chi nấm trong họ Mycenaceae. Chi này chứa 8 loài được tìm thấy ở North America.